# 公立長生病院
公立長生病院（こうりつちょうせいびょういん）は、千葉県茂原市にある医療機関。茂原市などの1市5町1村で構成される長生郡市広域市町村圏組合が運営する病院である。千葉県の山武夷隅長生保健医療圏における救急基幹センターに指定されている。

## 沿革
- 1951年（昭和26年）
  - 4月 - 1町4村の組合立国保病院として病床21床、職員18名で成立。
  - 12月 - 結核病床21床を増設。
- 1953年（昭和28年）10月 - 伝染病床25床を増設。
- 1954年（昭和29年）
  - 9月 - 結核病床21床を一般病床に変更。
  - 12月 - 結核病床60床増床。伝染病床2床増床、合計129床となる。
- 1958年（昭和33年）10月 - 結核病床39床に縮小し、一般病床を59床に用途変更、伝染病床と合わせて123床となる。
- 1963年（昭和38年）3月 - 本館50床を増床し、一般病床71床、結核病床60床、伝染病床27床、合計158床となる。
- 1972年（昭和47年）4月 - 地域の要望に応え、リハビリテーション棟を建設、使用開始した。
- 1974年（昭和49年）11月 - 結核患者急減のため病床数を52床に縮小し、一般病床は8床増床して79床、伝染病床27床と合わせ合計158床。
- 1978年（昭和53年）
  - 1月 - 伝染病床の補修工事を完了。
  - 12月 - 新館104床の建設を完了、使用開始。総病床数158床。
- 1982年（昭和57年）10月 - 結核患者減少のため、27床を一般病床に変更、伝染27床、合計158床。
- 1986年（昭和61年）3月 - 伝染病舎廃止、一般病床数131床。
- 1988年（昭和63年）
  - 3月 - 長生病院組合を解散。
  - 4月1日 - 長生郡市域市町村組合へ移管[1]。一般病床131床。
- 1989年（平成元年）3月 - 100床増床許可される。
- 1992年（平成4年）
  - 3月29日 - C棟増築工事完成（一般病床231床）[2]。
  - 4月20日 - C棟使用開始（診療科に脳神経外科、泌尿器科および耳鼻咽喉科を新設）[3][4]。
- 1994年（平成6年）9月 - B棟改修工事。
- 1996年（平成8年）3月 - B棟北側駐車場整備。
- 2002年（平成14年） - 3月病院進入路拡幅および駐車場整備。
- 2003年（平成15年） - 8月神経内科を新設。
- 2010年（平成22年） - 1月病床数を180床とする。
- 2011年（平成23年） - 4月地方公営企業法の全部適用となる。
- 2014年（平成26年）3月26日 - 新A棟（救急・管理棟）供用開始[5]。
- 2015年（平成27年） - 旧A棟解体及び敷地内駐車場整備完了。

## 診療科
- 内科
- 外科
- 産婦人科
- 整形外科
- 小児科
- 皮膚科
- 眼科
- 脳神経外科
- 耳鼻咽喉科
- 泌尿器科
- 神経内科
- 麻酔科
- リハビリテーション科

## 医療機関の指定等
- 保険医療機関
- 労災保険指定医療機関
- 身体障害者福祉法指定医の配置されている医療機関
- 公害医療機関
- 母体保護法指定医の配置されている医療機関
- 臨床研修指定病院

## 交通アクセス
- 外房線（JR東日本）本納駅下車、徒歩12分。
- 小湊バスで長生病院下車、徒歩2分。